# Велетенський трионікс
Велетенський трионікс (Rafetus) — рід черепах родини Трикігтеві черепахи підряду М'якотілі черепахи. Має 2 види.

## Опис
Загальна довжина представників цього роду коливається від 68 до 109 см, вага до 140–200 кг. Голова дуже велика та широка. Карапакс круглий або овальний, досить плаский. Пластрон також плаский. Особливістю цих черепах є дуже широкий панцир — він може досягати 200 см завширшки. Кінцівки з перетинками доволі великі та потужні.
Голова, шия та кінцівки зеленого або оливкового забарвлення з різними відтінками. Колір карапаксу зелений або оливковий. Пластрон сірий або біло—кремовий.

## Спосіб життя
Полюбляють річки й струмки з піщаних або мулистим ґрунтам, а також болота. Активні вдень. Харчуються рибою, молюсками, ракоподібними, земноводними, комахами, насінням рослин.
Самиця відкладає до 130 яєць.

## Розповсюдження
Місце поширення цих черепах поділено на дві популяції: одна мешкає на Близькому Сході та Месопотамії, інша у Китаї та В'єтнамі.

## Види
- Rafetus euphraticus
- Rafetus swinhoei